# Keyon Dooling
Keyon Latwae Dooling (* 8. Mai 1980 in Fort Lauderdale, Florida) ist ein ehemaliger US-amerikanischer Basketballspieler. Er spielte auf der Position eines Point Guards. Heute arbeitet Dooling als Assistenztrainer für Spielerentwicklung bei den Utah Jazz.

## Karriere
Dooling ist 1,90 m groß und wiegt 89 kg. Bevor er in der Draft 2000 von den Orlando Magic gewählt wurde, besuchte er die University of Missouri-Columbia. In seinen bisherigen 10 Jahren in der NBA stand er bei den Los Angeles Clippers (2000–2004), den Miami Heat (2004–2005) und den Orlando Magic (2005–2008) unter Vertrag. Im Juli 2008 unterschrieb er einen Vertrag bei den New Jersey Nets, der ihm in 2 Jahren 5 Millionen Dollar einbrachte.
Nach zwei Jahren in New Jersey wechselte Dooling im Juli 2010 zu den Milwaukee Bucks. Im Dezember 2011 folgte ein Transfer zu den Boston Celtics. Nach dem Ende der Saison 2011/2012 beendete er zunächst seine Karriere.
Nachdem Dooling im Laufe der Saison 2012/2013 im erweiterten Kreis der Boston Celtics gearbeitet hatte, verdichteten sich die Gerüchte, dass Dooling zurück aus Spielfeld kehren möchte. März 2013 wurde Dooling daraufhin von den Memphis Grizzlies für den Rest der Saison verpflichtet.
Im Jahre 2020 wurde Dooling Assistenztrainer bei den Utah Jazz.